# فهرست عشاق معروف
عشاق معروف یا عشاق نامدار جهان زوج‌های غالباً ناهمجنس (زن و مرد) و به ندرت همجنسی هستند که شدت و میزانِ احساسِ تعلقِ خاطرشان به یکدیگر را نمی‌توان با اشل و مقیاس‌های سایر زوج‌ها و بر طبق استانداردهای بشری، سنجید. این زوج‌ها، عشق را با کمیت و کیفیت‌های فرازمینی و اساطیری تجربه می‌کنند و شاید همین است که نام و شرح دلدادگی‌شان، فراتر از مرزهای مملکت خود و نیز زمان خود رفته و نامشان در زمره عشاق نامدار، نه تنها بر تارک تاریخ و در خاطر انسان، که در افسانه‌ها و سروده‌ها ثبت و تصویر و داستانشان در سفالینه‌ها و بشقاب‌ها و دفینه‌ها، نقش بسته‌است.

## عشاق ایرانی یا مربوط به ایران
1. امیر ارسلان و فرخ‌لقا (عشاق قدیمی افسانه‌های فولکلوریک ایران)
2. بهرام و گل‌اندام (عشاق قدیمی افسانه‌های فولکوریک ایران)
3. بیژن و منیژه (عشاق مطرح در شاهنامه فردوسی)
4. خسرو و شیرین (عشاق داستانی از نظامی گنجوی)
5. زال و رودابه (از شاهنامه فردوسی)
6. زهره و منوچهر (عشاق نامبرده شده در دیوان ایرج میرزا)
7. زیبا و نگار (عشاق نامبرده شده در منظومه عاشقانهٔ رضایی تتوی در ۵۵۰۰ بیت به بحر هزج)
8. دخترخورشید و پسرماه (عشاق افسانه منظوم به همین عنوان،سروده شده توسط محمدرضا تقوی فرد )
9. شیرین و خسرو (عشاق داستانی منظوم از امیر خسرو دهلوی)
10. شهره و شادمان (عشاق افسانه منظوم به همین عنوان،سروده شده توسط محمدرضا تقوی فرد )
11. فرهاد و شیرین (عشاق داستانی از وحشی بافقی)
12. لیلی و مجنون (این داستان عاشقانه در اصل عربی بوده، اما پس از طرح در اشعار شعرای فارسی‌زبان همچون نظامی گنجوی و جامی و مکتبی شیرازی و… شهرت پیدا کرده‌است)
13. وامق و عذرا (در منظومه داستانی از عنصری)
14. ویس و رامین (منظومه ای از فخرالدین اسعد گرگانی)
15. همای و همایون (مثنوی سروده خواجوی کرمانی)
16. رستم و تهمینه (از شاهنامه فردوسی)
17. سلامان و آبسال (اسطوره ای در اصل یونانی، که توسط شاعران و نویسندگان مختلف، از جمله جامی، روایت شده‌است. سید حسن امین، چهارده روایت گوناگون از داستان این عشاق نامدار را در کتابی جمع‌آوری کرده‌است)
18. ورقه و گل‌شاه (عشاق داستانی از عیوقی، که منشأ اصلی آن داستانهای عربی است)
19. سلیم و میترا (عشاق داستانی از نظامی گنجوی و شاهنامه فردوسی و امیر خسرو دهلوی و خواجوی کرمانی)
20. اورنگ و گلچهر
21. وفا و مهر شاعری به نام ابومحمد رشیدی معاصر مسعود سعد داستانش را به رشته نظم کشیده‌است.
22. بهرام و آزاده عشاق دوران ساسانی؛ بهرام گور پادشاه ساسانی که عاشق نوازنده رومی به اسم آزاده می‌شود. داستان بهرام و آزاده نه تنها بر بشقاب‌ها و دفینه‌های زمان ساسانی، ثبت شده بلکه فردوسی در شاهنامه و نظامی در هفت پیکر آن را دستمایهٔ سرودن ابیاتی زیبا کرده‌اند
23. هانی و شیخ مرید عاشقان بلوچ که داستانشان قرن ها سینه به سینه گشته و امروز نیز در بلوچستان بر سر زبان هاست

## عشاق همجنس ایرانی
1. مهر و مشتری (داستان عشق میان مهر پسر شاپور پادشاه شهر استخر و مشتری، پسر وزیر شاپور است. این دو پسر از کودکی به یکدیگر دل می‌بندند و با وجود مصائب فراوانی که عشق آن‌ها برایشان به بار می‌آورد تا پایان عمر بر سر عشق خود می‌مانند)
2. ناظر و منظور (پادشاه و وزیری پس از سال‌ها صاحب فرزند می‌شوند. پادشاه نام پسر خود را منظور و نام پسر وزیر را ناظر می‌گذارد. دو پسر با هم به مکتب می‌روند و «ناظر» عاشقِ «منظور» می‌شود که بسیار زیباست. معلم عشق آن‌ها را فاش می‌کند پس آن دو از هم جدا می‌شوند و به «منظور» زن می‌دهند. بعدها «منظور» شاه می‌شود و «ناظر» را وزیر خود می‌کند)
3. محمود و ایاز

## عشاق عرب
1. رابعه و بکتاش (از افسانه‌های اعراب است که به زبان فارسی نیز درآمده است)
2. لیلی و مجنون
3. عروه و عفرا
4. طاهر و طاهره

## عشاق اروپایی
1. آرتاشس و ساتنیک
2. اُتِلو و دِزْدِمُونا (عشاق درام ویلیام شکسپیر)
3. پل ویرژینی (عشاق رمان تاریخی برناردن دوسن پیر)
4. رومئو و ژولیت (عشاق درام شکسپیر)[۱][۲]
5. مادام پمپادور و لویی شانزدهم
6. ماری آنتوانت و کاردینال روهان
7. ناپلئون و دزیره
8. مارگارت و تاونزند
9. تریستان و ایزولد
10. ابلار و هلوئیز
11. هیتلر و اوا براون
12. موسولینی و کلارا پتاچی
13. ژرژ ساند و فردریک شوپن
14. کلارا و روبرت شومان
15. الیزا و بتهوون
16. لیلی و مایاکوفسکی
17. هملت و اوفیلیا[۳] (عشاق درام شکسپیر)
18. سامسون و دلیله (عشاق عهد عتیق)
19. رت باتلر و اسکارلت اوهارا

## سایر عشاق
1. یوسف و زلیخا (داستان قرآنی که هم جامی و هم آذر بیگدلی آن را به نظم کشیده‌اند)
2. اصلی و کرم (رویداد عاشقانه تاریخی از دوران صفویه بین کرم، شاهزاده عاشق و اصلی معشوقه‌اش در آذربایجان که بین ملل ترک روایت شده و از اهمیت زیادی برخوردار است)
3. سلامان و ابسال (داستانی عاشقانه که در اصل از یونان سرچشمه گرفته، اما در کشورهای دیگر هم نمونه‌های مشابه دارد. سید حسن امین، چهارده روایت از آن را در کتابی گردآوری کرده‌است)
4. سامسون و دلیله (از داستان‌های تورات)
5. کلئوپاترا و ژولیوس سزار (داستان عشق کلئوپاترا ملکه مصر به دو سردار و قیصر روم)
6. کلئوپاترا و آنتوان
7. نورجهان و جهانگیر (عشق میان ملکه ایرانی و شاه هندی)
8. سلیمان و ملکه سبا (از داستان‌های تورات)
9. داوود و بتسامه
10. نفرتیتی و اخناتون
11. شاه جهانگیر و انار کالی (عشق نافرجام شاهزاده سلیم و انار کاری دختر رقصنده )
12. مم و زین (عشق دراماتیک از منظومه عاشقانه کردی اثر احمد خانی) [نیازمند منبع]
13. علی و نینو گرجستان (کوربان سعید)

1. ↑  Nir، Heila. «Literature's Most Famous Lovers». THIRTEEN - New York Public Media (به انگلیسی). دریافت‌شده در ۲۰۲۳-۰۵-۱۲.
2. ↑  «7 Unforgettable Real Life Love Stories From History That Are Immortal». IndiaTimes (به انگلیسی). ۲۰۱۵-۰۸-۳۰. دریافت‌شده در ۲۰۲۳-۰۵-۱۲.
3. ↑  Nast، Condé (۲۰۱۳-۰۸-۱۴). «Hamlet: A Love Story». The New Yorker (به انگلیسی). دریافت‌شده در ۲۰۲۳-۰۵-۱۲.